# Эдуард III (пьеса)
«Эдуа́рд III» (англ. Edward III, полное название: The Raigne of King Edward the Third, «Царствование короля Эдуарда III») — анонимная пьеса елизаветинского времени, традиционно датируемая 1590-ми годами (заведомо не позднее 1596, когда вышло издание без обозначения имени автора). Это историческая хроника, изображающая поход Эдуарда III во Францию во время Столетней войны, битву при Пуатье в 1356 и пленение Иоанна II Французского.
Существует спор об авторстве пьесы, выдвигались следующие версии:
- пьеса целиком написана Уильямом Шекспиром (Слейтер[1], Сэмс[2])
- пьеса целиком написана Кристофером Марло (Гольдбергер и др.[3])
- частично Шекспиром (Остерберг и др.)[4][5], в том числе совместно с Томасом Кидом (Викерс[6], Фрибери-Джонс[7] и др.[8])
- частично Марло (Мерриам[9])
- ни тем, ни другим (Эллиот и Валенза)[10].

Марина Тарлинская на основе стиховедческих подсчётов ритма стиха высказывает гипотезу, что пьеса в основе написана Марло в 1580-е годы, а затем переработана Шекспиром в 1590-е (переработка, согласно исследовательнице, коснулась в основном нескольких конкретных сцен пьесы, которые и ранее многими атрибутировались Шекспиру по общему впечатлению от стиля).

## Действующие лица
Англичане
- Король Эдуард III
- Филиппа, жена короля Эдуарда
- Эдуард, принц Уэльский, его сын
- Граф Солсбэри
- Графиня Солсбэри
- Граф Уорик
- Сэр Вильям Монтегью
- Граф Дерби
- Лорд Одлей
- Лорд Перси
- Сэр Джон Копленд
- Людовик, наперсник короля Эдуарда
- Два щитоносца и четыре герольда, англичане

Союзники англичан
- Роберт, именующий себя графом Артуа
- Граф Монфор
- Гобин де Грей

Французы
- Иоанн, король Франции
- Карл, его сын
- Филипп, его сын
- Герцог Лотарингский
- Вильер, французский вельможа
- Шесть граждан Кале
- Французский военачальник и несколько бедных жителей того же города
- Другой военачальник; матрос
- Три французских герольда
- Французская женщина и двое детей

Союзники французов
- Король Богемии
- Польский военачальник

Шотландцы
- Давид, король Шотландии
- Граф Дуглас
- Два шотландских вестника